# Fist First
Fist First è il secondo album dei Tuff, uscito nel giugno 1994 per l'etichetta discografica R.L.S. Records.

## Tracce
1. Tied to the Bells - 4:44 (Cantor, Caruso, Lean, Rachelle)
2. In Dogs We Trust - 2:25 (Desaint, Lean, Rachelle)
3. Better Off Dead - 4:33 (Desaint, Lean, Rachelle)
4. I Like What I See - 4:08 (Cantor, Caruso)
5. Electric Church - 3:18 (Desaint, Lean, Rachelle, Raphael)
6. Simon Says - 9:48 (Desaint, Lean, Rachelle)
7. God Bless This Mess - 4:03 (Desaint, Lean, Rachelle)
8. Rattle My Bones - 2:46 (Desaint, Lean, Rachelle, Raphael)
9. Sixteen Tons - 3:38 (Travis) (Merle Travis Cover)

## Formazione
- Stevie Rachelle - voce
- Jorge DeSaint - chitarra, cori
- Jamie Fonte - basso
- Jimi Lord - batteria